# Papež Anastazij I.
Anastazij I. je bil rimski škof (papež) Rimskokatoliške cerkve, * 4. stoletje; papež 27. november 399 † 19. december 401 Rim (Italija, Rimsko cesarstvo).

## Življenjepis
Anastazij je bil sin rimskega prezbiterja Marka Maksima (Marcus Maximus) in je zasedel sedež svetega Petra takoj po Siricijevi smrti v sorazmerno ugodnih okoliščinah.

### Krščanstvo kot državna vera
Čeprav je svoje cesarstvo razdelil med svoje sinove, jim je cesar Teodozij oporočno zapustil v opomin, naj bo enotna krščanska vera povezovalna spona v državi: 
»Edino ta vera lahko ohranja mir v državi, preprečuje vojskovanja in daje moč v premagovanju sovražnikov.« . 
Honorij in Arkadij  sta storila vse, kar je bilo v njuni moči, da bi pomagala krščanstvu do oblasti. V tem pogledu sta včasih celo pretiravala in nista upoštevala modrega Avguštinovega nasveta: 
”Predvsem si moramo prizadevati, da odstranimo malike iz src poganov, ne pa za to, da jih razbijemo; če smo namreč pridobili za krščanstvo njihova srca, nas bodo oni sami opozorili, naj jih razbijemo, ali pa bodo to storili z lastnimi rokami.”
Honorij je okrepil vse zakone, ki jih je izdal v korist krščanstva njegov oče, in je duhovščino vzel pod državno zaščito.

### Obsodba Origenovih trditev
Spodbujal je škofe, naj poskusijo sprejeti v katoliško Cerkev donatiste razširjene po Afriki in arijance po vzhodnih Cerkvah, kjer je njihovo število sicer občutno upadlo. Takrat je nastala pisemska vojna med Hieronimom in Origenom zaradi njegovega dela De Principiis (Peri Archón), v katero so se zapletli že škofje in so se njihova mnenja celo razhajala. Aleksandrijski škof Teofil je tako prepovedal branje vseh Origenovih spisov; to je bila torej prva cerkvena prepoved knjig ali „index”. Janez Zlatousti pa je opozoril na njihovo slovstveno vrednost in je opomnil duhovnike, naj se varujejo le nekaterih v spisih vsebovanih zmotnih naukov. Tega mnenja je bil tudi papež Anastazij. V okrožnici škofom je naštel Origenove zmote in jih obsodil – ni pa prepovedal branje spisov. Cesar Honorij je izdal celo odlok, s katerim je prepovedal Rufinovo prevajanje.
Ker so tedaj začeli arijanci širiti govorice zoper Liberija, ga je Anastazij vzel v obrambo. 

## Smrt in češčenje
Komaj po dveh letih papeževanja je umrl med nedokončano Origenovo polemiko v Rimu. Pokopan je v Poncijanovih katakombah v Rimu.

### Določbe
- Med rimskimi duhovniki in diakoni je nastalo pričkanje glede poslušanja evangelija. Anastazij je zato določil, da je treba branje mašnega evangelija poslušati stoje in s priklonjeno glavo.

### Ocena
Med njegovimi prijatelji so bili Avguštin, Pavlin in Hieronim, ki ga opisuje kot odličnega moža, ki je bil bogat v svojem uboštvu ter od pobožnosti goreč apostol.